# Photoscotosia reducta
Photoscotosia reducta là một loài bướm đêm trong họ Geometridae.